# Euxoa obeliscoides
Euxoa obeliscoides är en fjärilsart som beskrevs av Achille Guenée 1852. Euxoa obeliscoides ingår i släktet Euxoa och familjen nattflyn. Inga underarter finns listade i Catalogue of Life.